# Estádio Beira-Rio
Het Estádio Beira-Rio, officieel Estádio José Pinheiro Borda, is een voetbalstadion dat gelegen is in Porto Alegre, Brazilië. Het is de thuisbasis van de voetbalclub SC Internacional. Het stadion, dat een capaciteit heeft van 51.300 toeschouwers werd geopend op 6 april 1969 in een galawedstrijd tussen Internacional en het Portugese Benfica Lissabon. Claudiomiro scoorde het eerste doelpunt in het stadion. Beira-Rio betekent letterlijk 'rivierbank'. Het stadion was een van de stadions die gebruikt werden voor het wereldkampioenschap voetbal 2014 in Brazilië.

## Interlands
| №  | Datum        | Wedstrijd             | Uitslag      | Competitie               | Toeschouwers |
| -- | ------------ | --------------------- | ------------ | ------------------------ | ------------ |
| 1. | 5 juni 2005  | Brazilië – Paraguay   | 4 – 1        | Kwalificatie WK 2006     | 45.000       |
| 2. | 2 april 2009 | Brazilië – Peru       | 3 – 0        | Kwalificatie WK 2010     | 55.000       |
| 3. | 15 juni 2014 | Frankrijk – Honduras  | 3 – 0        | WK 2014 – Groep E        | 43.012       |
| 4. | 18 juni 2014 | Australië – Nederland | 2 – 3        | WK 2014 – Groep B        | 42.877       |
| 5. | 22 juni 2014 | Zuid-Korea – Algerije | 2 – 4        | WK 2014 – Groep H        | 42.732       |
| 6. | 25 juni 2014 | Nigeria – Argentinië  | 2 – 3        | WK 2014 – Groep F        | 43.285       |
| 7. | 30 juni 2014 | Duitsland – Algerije  | 2 – 1 (n.v.) | WK 2014 – Achtste finale | 43.063       |
| 8. | 10 juni 2015 | Brazilië – Honduras   | 1 – 0        | Vriendschappelijk        |              |

Mineirão (Belo Horizonte) · Estádio Nacional de Brasília (Brasília) · Arena Pantanal (Cuiabá) · Arena da Baixada (Curitiba) · Castelão (Fortaleza) · Arena Amazônia (Manaus) · Arena das Dunas (Natal) · Estádio Beira-Rio (Porto Alegre) · Arena Cidade da Copa (Recife) · Maracanã (Rio de Janeiro) · Arena Fonte Nova (Salvador) · Arena de São Paulo (São Paulo)